# 益禾堂
益禾堂是武汉熠汇饮科技有限公司旗下的茶饮品牌，创始于2012年。益禾堂以加盟为主的模式经营。2013年，益禾堂开放连锁加盟。2018年4月，武汉熠汇饮科技有限公司成立。

## 問題
2021年7月，益禾堂的新品宣传文案“这么大一杯够你三四个秘书喝”、“空姐的品质吉祥村的价格”等被质疑涉嫌侮辱女性、低俗宣传。7月25日，益禾堂发布致歉信，称由于原视频中一些用词不当造成误解，给大家带来非常糟糕的感受，品牌方深感自责，已删除并下架了各平台相关视频。 
2021年9月13日，益禾堂位於廣西柳州市柳江区商贸街的加盟店存在柜台处有蟑螂、门店小餐饮登记证已逾期、有员工未办理健康证就上岗等情况。益禾堂对此发布致歉说明称，公司第一时间成立了专项工作组，对涉事门店展开彻查，整改。 
2022年5月，益禾堂位于广东佛山的门店被消费者投诉称在该店奶茶外卖中喝出一个机器零件，零件上有黑色污渍。
2022年5月5日，益禾堂位于河南省郑州市的部分门店使用过期发霉食材，存在篡改开封物料保質期等食品卫生问题。5月6日益禾堂微博官方账号发布道歉声明，称终止与涉事加盟商的合作，并且已关闭涉事门店。
2022年7月，益禾堂位於湖南岳陽市岳阳县的一家門店因使用超过保质期的布丁制作了8杯“益杯烧仙草”奶茶，被岳阳县市场监督管理局罚款5976元。

## 外部連結
- 官方网站